# Sant Sadurní d'Ogern
Sant Sadurní d'Ogern és una església de Bassella (Alt Urgell) inclosa a l'Inventari del Patrimoni Arquitectònic de Catalunya.

## Descripció
Edifici religiós d'una nau coberta amb volta de canó apuntada, cobert exteriorment a dues aigües amb teules. És una construcció rústega de carreuons, encara que la façana té un aparell de carreus força regulars. Al frontis esplèndida porta adovellada d'arc apuntat i una petita rosassa. En el seu interior es guarda un retaule provinent de l'església de Sant Miquel de Saranyana.